# Heruer
| Hr | wr · r | niwt |

| Hr | wr · r | niwt |

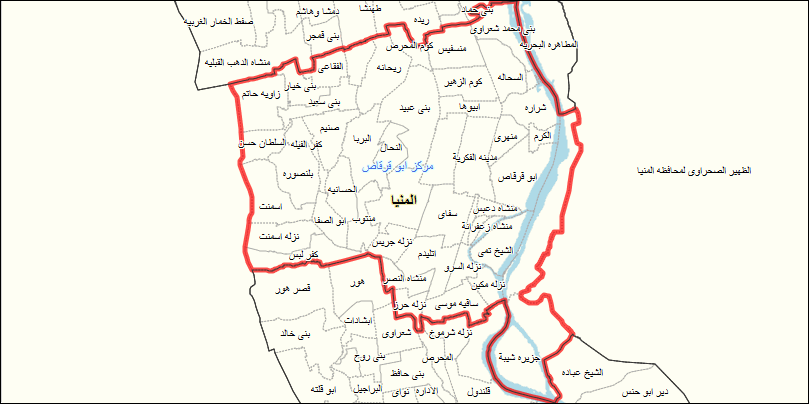
Hur, mapas de la gobernación de Minya, Markazes de Egipto

Heruer o Herur  fue una antigua localidad egipcia en el nomo XVI del Alto Egipto, el nomo del Orix  (Mahedy). El nombre del lugar está atestiguado desde el Reino Antiguo y se menciona también durante el Reino Medio y el Imperio Nuevo. 
Las principales deidades del lugar fueron Jnum y Heket, donde ambas llamadas también eran llamadas "señor" o ""señora" de Heruer. También se menciona un templo dedicado a Jnum.
Probablemente, durante el Reino Medio, se convirtiese en la capital del nomo XVI del Alto Egipcio. El gobernador local Amenemhat de ese nomo fue también "supervisor de los sacerdotes de Jnum de Heruer". La ciudad es mencionada a menudo en las tumbas de Beni Hasan.
No es posible con certeza identificar la ubicación del lugar, aunque probablemente esté en la moderna Hur.